# Jacaranda caucana
Jacaranda caucana là một loài thực vật có hoa trong họ Chùm ớt. Loài này được Pittier mô tả khoa học đầu tiên năm 1917.